# Bradysia unguicauda
Bradysia unguicauda är en tvåvingeart som först beskrevs av Malloch 1923.  Bradysia unguicauda ingår i släktet Bradysia och familjen sorgmyggor. Inga underarter finns listade i Catalogue of Life.